# Microtrigonia gomphoides
Microtrigonia gomphoides – gatunek ważki z rodziny ważkowatych (Libellulidae).